# Wolbachia
Wolbachia — рід грам-негативних плеоморфних (існують в трьох формах) бактерій, облігатних внутріклітинних симбіонтів комах і філярій, за оцінками 25-70 % всіх видів комах містять цю бактерію. Представників роду відкрили в 1924 році в комарі Culex pipiens і описали в 1936 році. Це монотиповий рід (раніше він включав ще два види — Wolbachia persica і Wolbachia melophagi, першого перейменували на Francisella persica та розмістили в ряді гамма-протеобактерій, другого віднесли до родини Anaplasmataceae). Зараз єдиним і типовим видом роду є Wolbachia pipientis. Хоча деякі дослідники запропонували повернути Wolbachia persica і Wolbachia melophagi до роду Wolbachia

## Біологічні властивості
Відомо три форми (морфи) Wolbachia pipientis: малі паличкоподібні (0,5-1,3 мікрон завдовжки), коки (0,25-1 мікрон) і великі палички (1-1,8 мікрон у діаметрі). Клітини Wolbachia не забарвлюються за Грамом, клітинна стінка має характерну для грам-негативних бактерій будову, також ці бактерії забарвлюються за Романовським-Гімзою. Розмножуються у вакуолях клітин членистоногих і нематод, спроби культивації на поживних середовищах залишилися безуспішними. Культивують на культурах клітин комах.

## Вплив на хазяїна
Wolbachia pipientis відома своїм впливом на репродуктивні властивості членистоногих — її хазяїв. Ці бактерії здатні інфікувати різні органи, але найбільш відомі інфекціями яєчок та яйцеклітин. Wolbachia pipientis може викликати такі чотири фенотипи:
- Андроцид: дегенерація ембріонів чоловічої статі та їх смерть (відмічають у деяких жуків, метеликів і мух)[8][9][10].
- Фемінізація: перетворення інфікованих самців (деяких лускокрилих і мокриць) на самиць або безплідних псевдо-самиць шляхом інгібування розвитку андрогенної залози і вироблення андрогену, а також пригнічення дії андрогену на клітини-мішені[11][12][13].
- Партеногенез: репродукція інфікованих самиць без запліднення самцями. Відбувається в результаті зупинки мітозу в першій анафазі незапліднених зигот, в результаті чого відбувається подвоєння хромосом і формується гаплоїдний ембріон[14]. Деякі дослідники навіть припускають, що партеногенез завжди є ефектом дії Wolbachia[15].
- Цитоплазматична несумісність: неможливіть самців, інфікованих Wolbachia, давати життєздатне потомство при спаровуванні з самицями, котрі неінфіковані або інфіковані іншими штамами Wolbachia[16].

На додаток, деякі види настільки залежать від Wolbachia, що нездатні розмножуватися без бактерій у своєму тілі. Після усунення бактерій роду Wolbachia відбувається зниження плодючості і пристосованості деяких комах. Wolbachia також необхідна для нормальної життєдіяльності певних гельмінтів — нематодних філярій, у зв'язку з чим запропоновані методи лікування гельмінтозів, які вони спричинюють — філяріїдозів шляхом усунення симбіотичних Wolbachia.
Wolbachia присутні у зрілих яйцеклітинах, але не в зрілій спермі. Таким чином, лише інфіковані самиці здатні передавати інфекцію своїм потомкам. Вважають, що фенотипи, які спричинює Wolbachia, особливо цитоплазматична несумісність, грають важливу роль в еволюції та утворенні нових видів деякими видами членистоногих. Wolbachia також може зумовити помилки при молекулярному філогенетичному аналізі.

## Ресурси Інтернету
- WolbachiaVirtual Museum of Bacteria (англ.)
- Wolbachia research portal National Science Foundation (англ.)
- One Species' Genome Discovered Inside Another's. University of Rochester. 30 серпня 2007. Архів оригіналу за 29 березня 2021. Процитовано 5 жовтня 2008. (англ.)
- Wolbachia pipientis. Encyclopedia of Life. Архів оригіналу за 18 серпня 2008. Процитовано 5 жовтня 2008.
- Wolbachia. Microbe wiki. Архів оригіналу за 3 липня 2013. Процитовано 5 жовтня 2008. (англ.)
- Wolbachia. The Uniuversity of Queensland. Архів оригіналу за 18 липня 2008. Процитовано 5 жовтня 2008. (англ.)
- Genus Wolbachia. List of Prokaryotic names with Standing in Nomenclature. Архів оригіналу за 27 червня 2013. Процитовано 5 жовтня 2008. (англ.)
- Wolbachia Genome Project. New England Biolabs. Архів оригіналу за 27 червня 2013. Процитовано 5 жовтня 2008. (англ.)
- Бактерия вольбахия — повелитель мух. Проблемы эволюции. Архів оригіналу за 27 червня 2013. Процитовано 5 жовтня 2008. (рос.)